# Gardu (Arga Makmur)
Gardu is een bestuurslaag in het regentschap Bengkulu Utara van de provincie Bengkulu, Indonesië. Gardu telt 369 inwoners (volkstelling 2010).